# کنفرانس بین‌المللی خلع سلاح و عدم اشاعه تهران
کنفرانس بین‌المللی خلع سلاح و عدم اشاعه تهران در روزهای ۲۸ و فروردین ماه ۱۳۸۹ (برابر با ۱۷ و ۱۸ آوریل ۲۰۱۰) در تهران برگزار گردید. این کنفرانس تحت عنوان «انرژی هسته‌ای برای همه، سلاح اتمی برای هیچ‌کس» برگزار شد. به گفته رامین مهمانپرست، سخنگوی وزارت خارجه ایران، هدف از انتخاب این عنوان نشان دادن جدیت ایران در به‌کارگیری انرژی صلح‌آمیز هسته‌ای است و برای دست‌یابی به توسعه استفاده از انرژی صلح‌آمیز هسته‌ای را از حقوق اولیه کشورها می‌داند. در مقابل به‌کارگیری و داشتن سلاح هسته‌ای را برای کشورها جایز نمی‌باشد و جهان باید عاری از سلاح هسته‌ای باشد. بنابر اظهارات منوچهر متکی، دبیر اجلاس، دومین نشست از این نوع در آوریل ۲۰۱۱ برگزار خواهد شد.

## پیشینه
پیش از این کنفرانس‌هایی با این هدف در کشورهای مختلف برگزار شده و در ۲۰۰۸ نیز «کنفرانس بین‌المللی خلع سلاح هسته‌ای» در اسلو، پایتخت نروژ برگزار شده بود.

## چارچوب
همزمانی این اجلاس با چند اجلاس دیگر در زمینه خلع سلاح هسته‌ای بر اهمیت آن افزوده‌است:
- در ۱۹ فروردین ۱۳۸۸ (۸ آوریل ۲۰۱۰) معاهده استارت جدید بین رئیس‌جمهور ایالات متحده، و رئیس‌جمهور روسیه، در پراگ منعقد شد. طبق این معاهده، دو کشور متعهد به کاهش سلاح‌های هسته‌ای راهبردی به تعداد ۱۵۵۰ کلاهک شدند.[۳]
- در ۲۳ و ۲۴ فروردین ۱۳۸۸ (۱۲ و ۱۳ آوریل ۲۰۱۰) اجلاس امنیت هسته‌ای در واشینگتن دی سی برگزار گردید و نمایندگان عالی‌رتبه از ۴۷ کشور به همراه اتحادیه اروپا، سازمان ملل متحد و آژانس بین‌المللی انرژی هسته‌ای در آن حاضر بودند.[۳]
- در ۱۷ و ۱۸ آوریل ۲۰۱۰ بنا است کنفرانس بین‌المللی خلع سلاح و عدم اشاعه تهران با شرکت نمایندگانی از ۶۰ کشور جهان تشکیل گردد.[۳]
- در اردیبهشت ماه ۱۳۸۹ (ماه مه سال ۲۰۱۰) بنا است کنفرانس بازنگری در ان. پی. تی. در مقر سازمان ملل متحد در نیویورک برگزار شود.[۳]

## شرکت‌کنندگان
طبق اعلام سخنگوی وزارت خارجه، تاکنون حضور حدود ۶۰ کشور در کنفرانس خلع سلاح تهران قطعی شده و علاوه بر این از سازمان‌های بین‌المللی همچون سازمان ملل و سازمان انرژی اتمی و دیگر سازمان‌های مرتبط با بحث خلع سلاح، سازمان‌های غیردولتی و اندیشمندان و خبرنگاران بین‌المللی برای حضور در کنفرانس دعوت شده‌است. محمدمهدی آخوندزاده دبیرکل این کنفرانس در ۲۷ فرودین، یک روز قبل از آغاز کنفرانس اعلام کرد که نمایندگان بیش از ۷۰ کشور در کنفرانس تهران حضور خواهند داشت. رامین مهمان‌پرست سخنگوی وزارت امورخارجه ایران در حاشیه کنفرانس گفت: «به‌رغم فشارهایی که صورت گرفت، نمایندگانی از ۶۰ کشور جهان در این کنفرانس حضور پیدا کردند که بین ۲۰ تا ۳۰ کشور در سطح وزیر و معاون وزیر حضور دارند.»

### وزیران امورخارجه
خبرگزاری فارس خبر از شرکت ۱۴ وزیر امورخارجه از جمله وزرای خارجه لبنان، آفریقای مرکزی، پادشاهی سوازیلند، ترکمنستان، سوریه، عراق و عمان داد.

### هیئت‌ها
فهرست کشورهای شرکت‌کننده:
آذربایجان، آفریقای مرکزی، آلمان، آمریکا، اردن، ارمنستان، اکوادور، الجزایر، امارات متحده عربی، اندونزی، انگلستان، اوگاندا، ایتالیا، برزیل، برونئی، بلژیک، بنگلادش، بلاروس، پاراگوئه، پاکستان، تاجیکستان، تانزانیا، ترکمنستان، ترکیه، چین، دماغه سبز، روسیه، زیمبابوه، ژاپن، سنگاپور، سنگال، سوئد، سوئیس، سوازیلند، سودان، سوریه، سیرالئون، عراق، عمان، فیلیپین، فرانسه، قطر، کنگو، کوبا، کویت، گرجستان، گویان، لبنان، لیبی، مالزی، مصر، نیکاراگوئه، نیوزیلند، ونزوئلا و هند.

## شرکت‌نکردن یوکیا آمانو
ایران از یوکیا آمانو مدیرکل آژانس بین‌المللی انرژی اتمی برای شرکت در این کنفرانس دعوت به عمل آورد. ولی وی در این اجلاس شرکت نکرد.

## دعوت از بان‌کی‌مون
ایران از بان کی مون دبیرکل سازمان ملل برای شرکت در این کنفرانس دعوت به عمل آورد. بان‌کی‌مون هم‌زمان با دعوت ایران اعلام کرد که «کوتاهی ایران در پاسخ به نگرانی‌های بین‌المللی در مورد برنامه هسته‌ای این کشور، به صورت یکی از جدی‌ترین مسائلی که جهان با آن روبروست درآمده‌است.»

## برنامه
این کنفرانس روز ۲۸ فروردین با خوش‌آمدگویی منوچهر متکی، وزیر امور خارجه جمهوری اسلامی ایران و سخنرانی محمود احمدی‌نژاد، رئیس‌جمهور ایران، به صورت رسمی افتتاح خواهد شد. در ادامه مهمانان ویژه، مقامات و وزرای خارجه کشورهای شرکت‌کننده، رؤسا و نمایندگان سازمان‌های منطقه‌ای و بین‌المللی سخنرانی خواهند کرد. در صبح روز ۲۹ فروردین سه پانل تخصصی شامل «چالشهای خلع سلاح»، «تعهدات بین‌المللی کشورها در زمینه خلع سلاح وعدم اشاعه، آثار عدم نابودی سلاح‌های کشتار جمعی» و «راهکارهای عملی برای تحقق خلع سلاح» برگزار می‌گردد. همچنین برخی وزرای خارجه عصر یکشنبه سخنرانی خواهند کرد. پایان بخش کنفرانس تهران جلسه جمع‌بندی و ارائه گزارش رؤسای سه پانل تخصصی به پانل عمومی است. در نهایت با سخنرانی وزیر امور خارجه جمهوری اسلامی ایران کنفرانس خلع سلاح تهران به کار خود پایان می‌دهد.
در حاشیه این کنفرانس نیز نمایشگاه قربانیان سلاح‌های شیمیایی در دوران هشت سال جنگ ایران و عراق و نیز نمایشگاهی از قربانیان حمله اتمی آمریکا به هیروشیما و ناگازاکی دایر خواهد بود.

## مباحث
رئیس‌جمهور ایران، محمود احمدی‌نژاد نیز پیشنهادهایی را برای خلع سلاح و عدم اشاعه ارائه نمود که عبارتند از:
- تشکیل یک گروه مستقل بین‌المللی برای برنامه‌ریزی و نظارت بر خلع سلاح اتمی و جلوگیری از اشاعه با اعطای اختیارات کامل از سوی مجمع عمومی؛ این گروه به گونه‌ای عمل کند که همه دولت‌ها و ملت‌های مستقل در مدیریت کار مشارکت مؤثر داشته باشند.
- تعلیق عضویت دارندگان، استفاده‌کنندگان و تهدیدکنندگان به سلاح هسته‌ای از آژانس بینِ‌المللی انرژی اتمی و شورای حکام.
- بازنگری در پیمان منع گسترش سلاح هسته‌ای توسط کشورهای مستقل و فاقد سلاح هسته‌ای و تنظیم یک پیمان جامع و مانع و عادلانه و مستحکم.

## ابهام در بیانیه نهایی کنفرانس
آندره نسترنکو، سخنگوی وزارت امور خارجه فدراسیون روسیه، اعلام کرد که مسکو از سند نهایی تنظیم شده در پایان کنفرانس بین‌المللی تهران حمایت نمی‌کند. وی گفت که روسیه سند نهایی که در پایان کنفرانس تهران از سوی طرف ایرانی تهیه شده‌است را چیزی بیش از خلاصه سخنان رئیس کنفرانس نمی‌داند، که آن هم تنها بازتاب دهنده نظر شخصی وی است. وی افزود: «این سند از سوی شرکت‌کنندگان در این کنفرانس مورد هیچگونه بررسی قرار نگرفت و برای تأیید به نمایندگان ارائه نشد.» به گفته این دیپلمات روس، روسیه از انجام گرفتن مباحثی ثمربخش پیرامون مسائل مبرم در دستورکاری عدم اشاعه طی کنفرانس تهران حمایت می‌کند، اما نمی‌تواند از سند پایانی حمایت کند.